# Acrocercops auricilla
Acrocercops auricilla är en fjärilsart som först beskrevs av Henry Tibbats Stainton 1859.  Acrocercops auricilla ingår i släktet Acrocercops och familjen styltmalar. Inga underarter finns listade i Catalogue of Life.